# Bruno Bernard Heim

Het door Bruno Bernhard Heim ontworpen wapen van Johannes XXIII

Bruno Bernard Heim, JCD, PhD (Olten, 5 maart 1911 - aldaar, 18 maart 2003) was een diplomaat en heraldicus in dienst van de Heilige Stoel. Door zijn publicaties en zijn samenwerking met paus Johannes XXIII en paus Johannes Paulus I was Heim een zeer invloedrijk heraldicus en hervormde hij de heraldiek van de Katholieke Kerk.
Bruno Bernard Heim was in 1963 door Johannes XXIII tot titulair aartsbisschop van Xanto "in partibus infidelium" benoemd. Heim vervolgde zijn diplomatieke loopbaan. De charmante diplomaat werd na diplomatieke posten in Finland, Duitsland, Oostenrijk en Egypte belast met een moeilijke taak: het aanknopen van diplomatieke relaties tussen het Verenigd Koninkrijk en de Heilige Stoel. Daarin is hij geslaagd en Heim werd de eerste pauselijke nuntius aan het "Hof van Sint-James" (pauselijk ambassadeur in Londen).
De in het Zwitserse Olten geboren Heim illustreerde op zijn zestiende voor het eerst een boek over heraldiek. Ook tijdens zijn studies, Heim promoveerde na gestudeerd te hebben in Freiburg en Solothurn tot doctor in de Philosophie aan het "Angelicum", de Pontificia Università San Tommaso Aquino in Rome, bleef die belangstelling bestaan.
In 1946 promoveerde hij een tweede maal, ditmaal tot doctor in het canonieke recht aan de Romeinse Pontificia Università Gregoriana.
In 1938 werd Heim tot priester gewijd en daarna werkte hij 4 jaar als kapelaan in Zwitserland. Hij volgde in 1942 een opleiding tot diplomaat in Rome en werd in 1944 belast met de zielszorg voor Italiaanse en Poolse vluchtelingen en geïnterneerde militairen in het neutrale Zwitserland.
In 1947 werd Heim op de Parijse nuntiatuur secretaris van aartsbisschop Angelo Roncalli, de latere Paus Johannes XXIII. Beiden waren in kerkelijke heraldiek geïnteresseerd en waren "verontwaardigd over de onkunde, het misbruik en de slechte smaak" die alom te zien waren.
Hun vruchtbare samenwerking leidde tot wat een "renaissance van de kerkelijke heraldiek" wordt genoemd. Uiteraard ontwierp Heim het wapen van de eerder tot patriarch van Venetië benoemde en op 18 oktober 1958 tot paus gekozen Roncalli.

Mgr. Heim was ook verantwoordelijk voor de ontwerpen van de wapens van de pausen Paulus VI, Johannes Paulus I en Johannes Paulus II.
Heim was, door tijdsdruk, niet betrokken geweest bij het ontwerp van het wapen van Roncalli als patriarch van Venetië. De patriarch ontwierp zijn eigen wapen en maakte zijn excuus en bij de vaststelling van het pauselijk wapen revancheerde de paus zich. Het was Johannes' bedoeling geweest om Bruno Bernard Heim als heraldische autoriteit in het Vaticaan te benoemen. Heim zou dan wereldwijd de kerkelijke heraldiek hebben kunnen hervormen. Heim heeft deze positie afgeslagen, omdat heraldiek in zijn opvatting een kwestie van goede smaak en kunstzinnigheid is en een goed voorbeeld en overredingskracht meer bewerken dan dwang en reglementeringen. Strenge regels zouden de expressie in de heraldiek ook kluisteren.
De methode die Heim en de paus kozen was het adviseren van de nuntiï in diverse landen in de hoop dat het voorbeeld van een fraai en heraldisch correct wapen van de nuntius de geestelijken de juiste weg zou wijzen en zou inspireren. Een methode die goed paste bij de stijl van de charmante maar even overtuigende als vasthoudende diplomaat. Roncalli heeft een groot succes gehad; gezaghebbende schrijvers als Peter Bander van Duren spreken van een "renaissance van de kerkelijke heraldiek".
Na andere posten bekleed te hebben besloot Heim zijn carrière als "Apostolisch Pro-Nuntius" in Londen. De heraldiek van de rooms-katholieke geestelijken in Engeland en Schotland is een juridisch probleem, omdat niemand in deze landen een wapen mag voeren zonder toestemming van de vier wapenkoningen. Kerkelijke wetgeving en nationale wetgeving kunnen daar botsen en Engeland en Schotland, staten met een staatskerk, staan de katholieke bisdommen en instellingen geen wapens toe. Prelaten en priesters kunnen wel persoonlijke wapens ter goedkeuring voorleggen.
Heim slaagde erin om diplomatieke banden tussen het Vaticaan en het Verenigd koninkrijk te regelen, maar de veel moeilijker kwestie van het wapenrecht bleef onopgelost.
Heim was beschermheer van het Heraldisch en Genealogisch genootschap in Cambridge, lid van het "Collegio Araldico Romano", Grootprior en Baljuw-Grootkruis met keten van de Heilige Militaire Constantinische Orde van Sint George, Grootkruis van Magistrale Gratie in de Souvereine Militaire Hospitaal Orde van Sint Jan van Jeruzalem, van Rhodos en van Malta en werd onderscheiden door vele regeringen en droeg het Legioen van Eer, de Orde van Verdienste van de Bondsrepubliek Oostenrijk, de Orde van Verdienste van de Republiek Italië, de Orde van de Finse Leeuw, de Orde van de Republiek Egypte, de Orde van Isabella de Katholieke en de Orde Polonia Restituta.
De niet meer regerende vorsten van Napels en Italië benoemden hem ook in hun Orden van Sint-Januarius en Sint-Mauritius en Sint-Lazarus. Bijzonder was ook zijn lidmaatschap van de Duitse Orde.

## Publicaties
- Heim, Bruno Bernard. Wappenbrauch und Wappenrecht in der Kirche. Walter AG, Olten 1947.
- Heim, Bruno Bernard. Armorial: Armorial Liber Amicorum. Gerrards Cross, UK: Van Duren, 1981, (ISBN 0-905715-16-0).
- Heim, Bruno Bernard. Heraldry in the Catholic Church: Its Origins, Customs, and Laws, New Jersey: Humanities Press Inc, 1978 (ISBN 0-391-00873-0).
- Heim, Bruno Bernard. Or and Argent, Gerrards Cross, Buckinghamshire, England, UK, Van Duren, 1994, (ISBN 0-905715-24-1).
- Heim, Bruno Bernard. Kerkelijke heraldiek : van 1270 tot Johannes Paulus II. Altiora-Averbode. Nederland, 1980. (ISBN 90-317-0216-1)

## Voetnoten
1. ↑  Woorden van Mgr. Heim in "Kerkelijke heraldiek".

- Bibliothèque nationale de France: cb14491873x (data)
- Gemeinsame Normdatei: 130173789
- Historisch woordenboek van Zwitserland: 009868
- International Standard Name Identifier: 0000 0000 8346 2331
- Library of Congress Control Number: n81134923
- Nationale Bibliotheek van Tsjechië: mzk2006348529
- Nationale Bibliotheek van Israël: 987007262435805171
- Nationale Bibliotheek van Polen: a0000003212856
- Nederlandse Thesaurus van Auteursnamen: 068917244
- Istituto Centrale per il Catalogo Unico: TO0V003189
- Système universitaire de documentation: 074660896
- Virtual International Authority File: 102321231
- WorldCat: E39PBJyhdjw866fKtJgPpmFYfq